# マクロン
マクロン（英語: macron）（¯、◌̄）は、ダイアクリティカルマーク（発音区別符号）の一つで、長音記号ともいう。これに対する伝統的な短音記号はブレーヴェである。

## 概説
マクロンの名は古典ギリシャ語の μακρόν マクロン 「長い」（中性）に由来する。
古典ラテン語では母音の長短を区別したが、文字の上では区別がなかった。区別するときにはアキュート・アクセントに似たアペックスを使用した。
その後、母音の長短が失われた後に、学習者や研究者が母音の長短を区別するための補助記号としてマクロンを用いた。また、古英語など他の言語に関しても、同様の用途でマクロンを用いることがあった。
現代において、母音の長短を区別する言語のいくつかでは長母音にマクロンを加える。ほかに、アキュート・アクセントを使う言語（チェコ語など）、母音字を重ねる言語（フィンランド語など）がある。

## 各言語での用法

### ラテン・アルファベット
ラトビア語
ā, ē, ī, ū を使用し、長音を表す。
リトアニア語
ū を使用し、/uː/ を表す。
マオリ語、ハワイ語、サモア語、タヒチ語など
ā, ē, ī, ō, ū を、長音を表すのに用いる。
マーシャル語
ā, n̄, ō, ū を用いる。それぞれ /æ/, /ŋ/, /ɤ/, /ɯ/ を表す。
中国語
拼音で、第一声（陰平）の声調の表記に用いる。ā, ē, ê̄, ī, ō, ū, ǖ がある。ただし、ǖ は実際には使われない。詳細はウムラウトを参照。

### キリル・アルファベット
タジク語
ӣ, ӯ を使用し、それぞれ /ij/, /ɵ/ を表す。

### ギリシャ・アルファベット
現代のギリシャ語では母音の長短は区別されず、マクロンも使用されない。
古典ギリシャ語の学習・研究用に、長母音字の上にマクロンが付されることがある。ᾱ, ῑ, ῡ の3字がある。それ以外の母音字については、文字そのものから長さが明らかなので（ε, ο は常に短く、η, ω は常に長い）、マクロンがつけられることはない。

### 日本語をアルファベット表記した場合の長音
日本語の長音を表記する場合は、ヘボン式ローマ字に長音符マクロンを付加する方法が普及している。行政や交通機関における地名表記、外国人向けの日本語教育など、多くの分野で、このヘボン式ローマ字に長音符マクロンを付加する方式が採用されている。
日本国が定めている文字コードでは、JIS X 0208までは長音表記に関する記載が無かったが、JIS X 0213以降、マクロン付きの文字が収録されるようになった。5種類の母音（あいうえお）に対応する大文字（AIUEO）と小文字（aiueo）の合計10種類にマクロンを付けた文字（ĀĪŪĒŌ / āīūēō）が1面9区85点から94点に割り当てられている。順番はアルファベット順でなく対応するカナの五十音順であり、まず大文字（ĀĪŪĒŌ）、その後に小文字（āīūēō）とされている。また、任意の文字に続いて置くことでマクロン付き文字を表せる合成用のマクロン（UnicodeのU+0304に対応）も1面11区59点に収録された。
ほかに、サーカムフレックス (ˆ) を使ったり、母音字を重ねたり、母音の後に h を添えることで長音を表現するような方式もある。詳しくは長音符、ローマ字#ローマ字の種別などを参照。

### 音声記号
国際音声記号では文字の上に付し、中平板調の声調を表す。長母音は /aː / のように表し、マクロンは使用しない。

### その他
サンスクリット・アラビア語などの翻字において、長母音にマクロンをつけることが一般的に行われている。
満州語のメレンドルフ式翻字では、ū を使用する。
一方、セム諸語の翻字では、子音字の下にマクロンをつけることがある。たとえば現代文語アラビア語辞典では、摩擦音の /θ/, /ð/, /x/, /ɣ/ をそれぞれ ṯ, ḏ, ḵ, ḡ で表している（ḡ はディセンダの関係で上にマクロンがつく）。また、ヘブライ語の摩擦音化した子音を表すのに、ḇ, ḏ, ḡ, ḵ, p̄, ṯ が使われることがあるほか、ẖ, ẕ でそれぞれ ח‎, צ‎ を表すことがある。
Unicode では下つきのマクロンがついた合成ずみの文字として ḻ, ṉ, ṟ を定義しているが、これらはインド系の文字の翻字用に存在している。
非ASCII図形文字を多用するプログラミング言語であるAPLにおいて，マクロンは負数であることを示す。
なお，大多数の高級プログラミング言語では負数の表記にU+002D - hyphen-minusが用いられるが，APLでは符号を逆転させる単項演算子である。
例えば配列A←42 ¯57に前述の操作をすると（-A），各々の符号が逆転した配列¯42 57が返る。

## 符号位置
注意: オーバーラインやアンダーラインはよく似ているが別の記号である。合成可能な下つきのマイナス(U+0320)も別の記号である。
| 記号 | Unicode | JIS X 0213 | 文字参照             | 名称                                        |
| ---- | ------- | ---------- | -------------------- | ------------------------------------------- |
| ¯    | U+00AF  | 1-9-11     | &macr; &#xAF; &#175; | マクロン MACRON                             |
| ˉ    | U+02C9  | -          | &#x2C9; &#713;       | MODIFIER LETTER MACRON                      |
| ˍ    | U+02CD  | -          | &#x2CD; &#717;       | MODIFIER LETTER LOW MACRON                  |
| ̄     | U+0304  | 1-11-59    | &#x304; &#772;       | マクロン(合成可能), 声調中 COMBINING MACRON |
| ̱     | U+0331  | -          | &#x331; &#817;       | COMBINING MACRON BELOW                      |

| 大文字 | Unicode | JIS X 0213 | 文字参照         | 小文字 | Unicode | JIS X 0213 | 文字参照         | 備考                                                         |
| ------ | ------- | ---------- | ---------------- | ------ | ------- | ---------- | ---------------- | ------------------------------------------------------------ |
| Ā      | U+0100  | 1-9-85     | &#x100; &#256;   | ā      | U+0101  | 1-9-90     | &#x101; &#257;   | ラトビア語、ハワイ語、マオリ語、中国語（拼音）               |
| Ǟ      | U+01DE  | -          | &#x1DE; &#478;   | ǟ      | U+01DF  | -          | &#x1DF; &#479;   | リヴォニア語                                                 |
| Ǡ      | U+01E0  | -          | &#x1E0; &#480;   | ǡ      | U+01E1  | -          | &#x1E1; &#481;   |                                                              |
| Ǣ      | U+01E2  | -          | &#x1E2; &#482;   | ǣ      | U+01E3  | -          | &#x1E3; &#483;   | 古英語                                                       |
| Ḇ      | U+1E06  | -          | &#x1E06; &#7686; | ḇ      | U+1E07  | -          | &#x1E07; &#7687; | ヘブライ語翻字                                               |
| Ḏ      | U+1E0E  | -          | &#x1E0E; &#7694; | ḏ      | U+1E0F  | -          | &#x1E0F; &#7695; | アラビア語・ヘブライ語翻字                                   |
| Ē      | U+0112  | 1-9-88     | &#x112; &#274;   | ē      | U+0113  | 1-9-93     | &#x113; &#275;   | ラトビア語、ハワイ語、マオリ語、中国語（拼音）               |
| Ḗ      | U+1E16  | -          | &#x1E16; &#7702; | ḗ      | U+1E17  | -          | &#x1E17; &#7703; |                                                              |
| Ḕ      | U+1E14  | -          | &#x1E14; &#7700; | ḕ      | U+1E15  | -          | &#x1E15; &#7701; |                                                              |
| Ḡ      | U+1E20  | -          | &#x1E20; &#7712; | ḡ      | U+1E21  | -          | &#x1E21; &#7713; | アラビア語・ヘブライ語翻字                                   |
| Ī      | U+012A  | 1-9-86     | &#x12A; &#298;   | ī      | U+012B  | 1-9-91     | &#x12B; &#299;   | ラトビア語、ハワイ語、マオリ語、中国語（拼音）               |
| Ḵ      | U+1E34  | -          | &#x1E34; &#7732; | ḵ      | U+1E35  | -          | &#x1E35; &#7733; | アラビア語・ヘブライ語翻字                                   |
| Ḹ      | U+1E38  | -          | &#x1E38; &#7736; | ḹ      | U+1E39  | -          | &#x1E39; &#7737; | サンスクリット翻字                                           |
| Ḻ      | U+1E3A  | -          | &#x1E3A; &#7738; | ḻ      | U+1E3B  | -          | &#x1E3B; &#7739; | タミル語翻字など                                             |
| Ṉ      | U+1E48  | -          | &#x1E48; &#7752; | ṉ      | U+1E49  | -          | &#x1E49; &#7753; | タミル語翻字など                                             |
| Ō      | U+014C  | 1-9-89     | &#x14C; &#332;   | ō      | U+014D  | 1-9-94     | &#x14D; &#333;   | ハワイ語、マオリ語、中国語（拼音）                           |
| Ȫ      | U+022A  | -          | &#x22A; &#554;   | ȫ      | U+022B  | -          | &#x22B; &#555;   |                                                              |
| Ȱ      | U+0230  | -          | &#x230; &#560;   | ȱ      | U+0231  | -          | &#x231; &#561;   | リヴォニア語                                                 |
| Ǭ      | U+01EC  | -          | &#x1EC; &#492;   | ǭ      | U+01ED  | -          | &#x1ED; &#493;   |                                                              |
| Ṑ      | U+1E50  | -          | &#x1E50; &#7760; | ṑ      | U+1E51  | -          | &#x1E51; &#7761; |                                                              |
| Ṓ      | U+1E52  | -          | &#x1E52; &#7762; | ṓ      | U+1E53  | -          | &#x1E53; &#7763; |                                                              |
| Ȭ      | U+022C  | -          | &#x22C; &#556;   | ȭ      | U+022D  | -          | &#x22D; &#557;   | リヴォニア語                                                 |
| Ṝ      | U+1E5C  | -          | &#x1E5C; &#7772; | ṝ      | U+1E5D  | -          | &#x1E5D; &#7773; | サンスクリット翻字                                           |
| Ṟ      | U+1E5E  | -          | &#x1E5E; &#7774; | ṟ      | U+1E5F  | -          | &#x1E5F; &#7775; | タミル語翻字など                                             |
| Ṯ      | U+1E6E  | -          | &#x1E6E; &#7790; | ṯ      | U+1E6F  | -          | &#x1E6F; &#7791; | アラビア語・ヘブライ語・タミル語などの翻字                   |
| Ū      | U+016A  | 1-9-87     | &#x16A; &#362;   | ū      | U+016B  | 1-9-92     | &#x16B; &#363;   | リトアニア語、ラトビア語、ハワイ語、マオリ語、中国語（拼音） |
| Ǖ      | U+01D5  | -          | &#x1D5; &#469;   | ǖ      | U+01D6  | 1-8-89     | &#x1D6; &#470;   | 中国語（拼音）                                               |
| Ṻ      | U+1E7A  | -          | &#x1E7A; &#7802; | ṻ      | U+1E7B  | -          | &#x1E7B; &#7803; |                                                              |
| Ȳ      | U+0232  | -          | &#x232; &#562;   | ȳ      | U+0233  | -          | &#x233; &#563;   | 古英語                                                       |
| Ẕ      | U+1E94  | -          | &#x1E94; &#7828; | ẕ      | U+1E95  | -          | &#x1E95; &#7829; | ヘブライ語翻字                                               |

| 記号 | Unicode | JIS X 0213 | 文字参照         | 備考                       |
| ---- | ------- | ---------- | ---------------- | -------------------------- |
| ẖ    | U+1E96  | -          | &#x1E96; &#7830; | ヘブライ語翻字、小文字のみ |